# Glenda
Glenda  è un nome proprio di persona inglese femminile.

## Varianti
- Femminili: Glynda[2], Glinda[2]
  - Ipocoristici: Glennie[2]

## Origine e diffusione
È un nome recente, ben attestato solo a partire dal XX secolo; si tratta probabilmente di una forma femminile di Glenn, elaborata aggiungendo il suffisso -da preso da altri nomi come Linda o Wanda; l'ipotesi è suffragata anche dal fatto che Glenn, e il suo femminile Glenna, erano entrambi nomi piuttosto popolari negli Stati Uniti a fine XIX secolo.
Secondo diverse interpretazioni, Glenda avrebbe invece origini gallesi, come sarebbe avvenuto per Glenys, da glân, "pulito", e da, "bene"; se così fosse, esso sarebbe apparso prima in Galles nella forma Glanda, che invece compare per la prima volta in Carolina del Nord nel 1913; inoltre, della quarantina di donne chiamate "Glenda" registrate in Inghilterra e Galles prima del 1915, solo due erano gallesi, ed entrambe erano nate a inizio Novecento, mentre gran parte di quelle nate nell'Ottocento era inglese o statunitense.

## Onomastico
L'onomastico può essere festeggiato il primo di novembre, festa di Ognissanti, non essendovi sante con questo nome che è quindi adespota.

## Persone

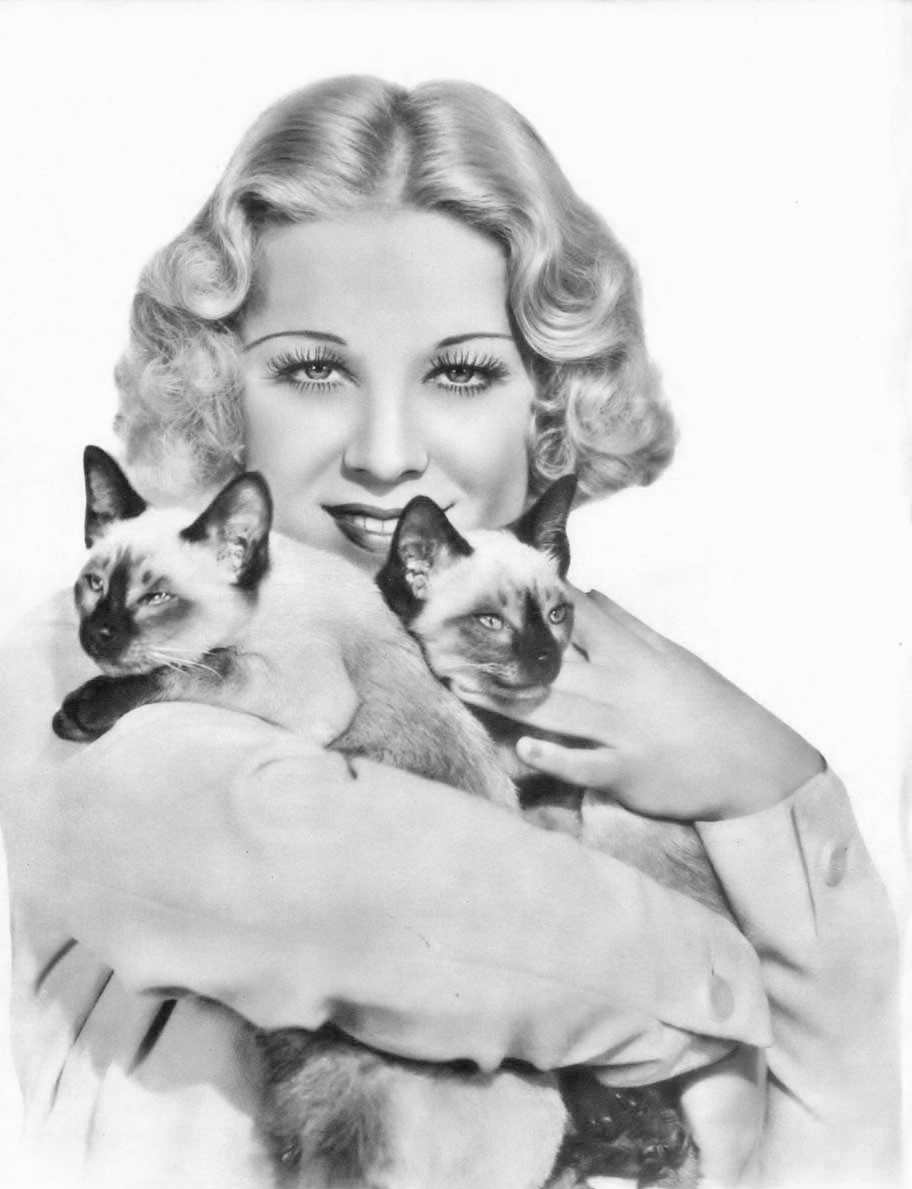
Glenda Farrell

- Glenda Farrell, attrice statunitense
- Glenda Jackson, politica e attrice britannica
- Glenda León, artista cubana

## Il nome nelle arti
- Glenda è un personaggio della serie televisiva Visitors.
- Glenda è un personaggio del film del 1953 Glen or Glenda, diretto da Edward D. Wood Jr..
- Glenda è un personaggio del film del 2003 Piovuto dal cielo, diretto da Jeff Balsmeyer.
- Glenda Bledsoe è un personaggio del romanzo di James Ellroy White Jazz.
- Glenda Fry è un personaggio della serie televisiva Perché a me?.
- Glenda Kelly è un personaggio del film del 1975 Il mio nome è Scopone e faccio sempre cappotto, diretto da Juan Bosch.
- Glenda Markle è un personaggio del film del 1957 Amami teneramente, diretto da Hal Kanter.